# Gonzales (Texas)
Gonzales város az USA Texas államában, Gonzales megyében, melynek megyeszékhelye is. Lakosainak száma 7165 fő (2020. április 1.).

## Népesség
A település népességének változása:
| Lakosok száma | 307  | 7237 | 7165 |
|               | 1850 | 2010 | 2020 |